# Franz Södvitch
Franz Södvitch (fl. XIX-XX secolo) è stato un calciatore italiano, di ruolo attaccante, talvolta riportato sui tabellini come Frantz o Franz.

## Carriera
Södvitch militò nell'Internazionale Torino, disputando con il sodalizio bianconero il primo campionato di calcio italiano, disputato nel 1898. Con la sua compagine, dopo aver superato il Torinese, giunse alla finale di campionato contro il Genoa, perdendo l'incontro ai tempi supplementari.
Raggiunse la finale di campionato anche nella stagione seguente, perdendola nuovamente con il Genoa.
Nel 1900 milita nel Torinese, giungendo a disputare con gli oronero la finale del campionato italiano persa contro il Genoa.